# كارتل ميديلين

خطاطة لكارتل ميديين

كارتل ميديلين (بالإسبانية: Cartel de Medellín)‏، منظمة إجرامية كولومبية متخصصة في تهريب الكوكايين بين أمريكا الجنوبية والولايات المتحدة، يقع مقرها في مدينة ميديلين. وقد أطلق مصطلح «كارتل ميديلين» في عام 1986 من قبل صحفيين في صحيفة ميامي هيرالد الأمريكية.
تأسست المنظمة من قبل أباطرة المخدرات أنذاك وهم خوسيه غونزالو رودريغيز غتشا، بابلو إسكوبار، كارلوس ليهدر والأخوة (فابيو، خورخي لويس، خوان ديفيد). وبدأت نشاطها الرئيسي بين عامي 1970 و1980 في كولومبيا وبوليفيا وهندوراس وبيرو والولايات المتحدة وكذلك في كندا وأوروبا. وقد سيطرت المنظمة آنذاك على نسبة ٪90 من حصة السوق في الولايات المتحدة و٪80 من سوق الكوكايين في أوروبا. وفي ذروتها، كانت الكارتل الكولومبية تصدر عدة أطنان من الكوكايين كل أسبوع، محققة أرباحا بلغت على أقل تقدير 420 مليون دولار في الأسبوع.